# 小武雷哈
48°51′49″N 28°37′38″E / 48.86361°N 28.62722°E
小武雷哈（烏克蘭語：Мала Вулига），是烏克蘭中部文尼察州圖利欽區的村落，屬於什皮基夫市鎮，始建於1762年，面積1.16平方公里，海拔高度222米，2001年人口309，人口密度每平方公里266.38人。